# (6576) Kievtech
(6576) Kievtech ist ein Asteroid des äußeren Hauptgürtels, der am 5. September 1978 von dem russischen Astronomen N. S. Tschernych am Krim-Observatorium in Nautschnyj, Ukrainische SSR (IAU-Code 095) entdeckt wurde.
Der Asteroid wurde nach der ukrainischen Nationalen Technischen Universität „Kiewer Polytechnisches Institut Ihor Sikorskyj“ benannt.
Der Himmelskörper gehört zur Themis-Familie, einer Gruppe von Asteroiden, die nach (24) Themis benannt wurde.